# 涌谷車站
涌谷車站（日语：／ Wakuya eki */?）是一位於日本宮城縣遠田郡涌谷町、東日本旅客鐵道（JR東日本）石卷線沿線的鐵路車站。涌谷由小牛田車站代為管理，屬JR東日本仙台支社管轄範圍，並委託由JR東日本子公司東北綜合服務（東北総合サービス）經營。
除了石卷線上的列車之外，原本行駛於氣仙沼線上的普通列車全都會自隔鄰的前谷地車站進入石卷線的路線上，並駛抵小牛田之後才折返。

## 車站構造
對向式月台2面2線的地面車站。各月台以跨線天橋連絡。

### 月台配置
| 月台 | 路線            | 目的地         |
| ---- | --------------- | -------------- |
| 1    | ■石卷線（下行） | 石卷、女川方向 |
| 1    | ■氣仙沼線       | 柳津方向       |
| 2    | ■石卷線（上行） | 小牛田方向     |

## 歷史
- 1912年（大正元年）10月28日 - 車站啟用。
- 1987年（昭和62年）4月1日 - 日本國鐵分割民營化，車站管轄劃歸由東日本旅客鐵道繼承。

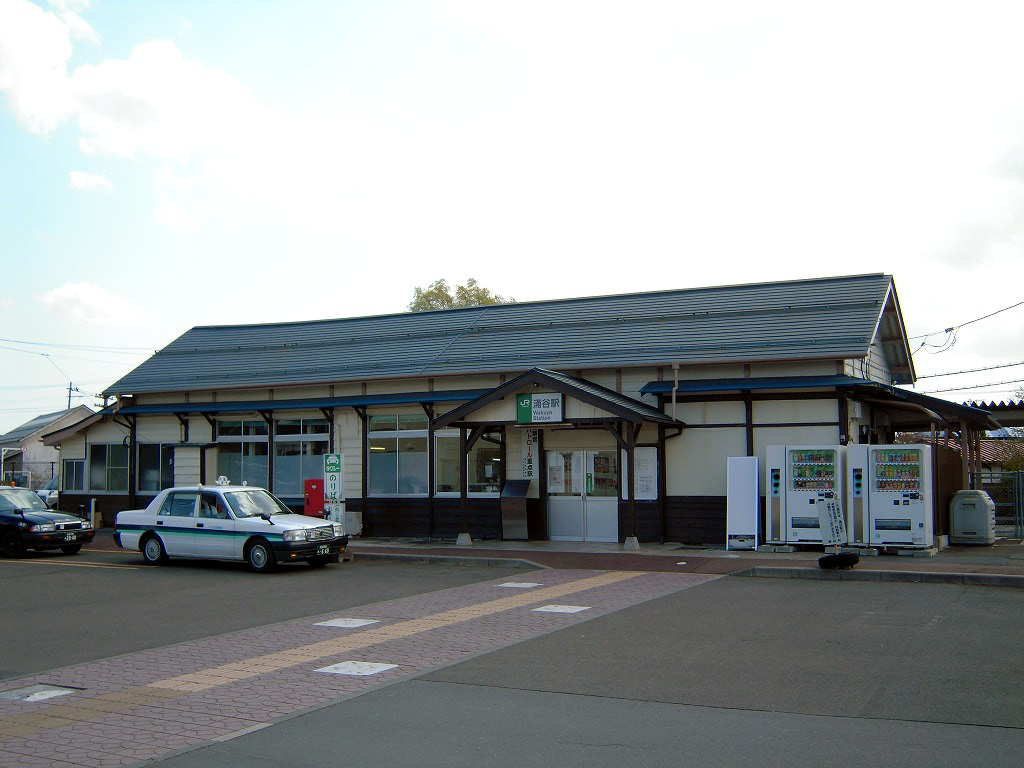
翻新前的舊站舍

- 2013年3月25日 - 站舍重新翻新。[1]

## 相鄰車站
東日本旅客鐵道
■石卷線、■氣仙沼線（氣仙沼線至前谷地站為止為石卷線）
上涌谷－涌谷－前谷地

## 外部連結
- （日語）涌谷車站（JR東日本） （页面存档备份，存于）